# Довнаровичи (дворянский род)
Довнаро́вичи (пол.  Downarowiczowie, бел. Даўнаровічы) — старинный дворянский род, возникший в конце XV — начале XVI веков, и ведущий своё происхождение от бояр и шляхты Великого княжества Литовского.
В XVI—XIX веках представители рода Довнаровичей играли заметную роль в государственной, религиозной и общественной жизни Великого княжества Литовского и Речи Посполитой.
Род Довнаровичей был внесен в дворянские родословные книги Виленской, Гродненской, Ковенской, Минской, Могилёвской, Рязанской губерний и Белостокской области.

## Происхождение фамилии
Фамилия Довнаро́вич (пол. Downarówicz, бел. Даўнаро́віч, лит. Daunorávičius) относится к древнейшим фамилиям времён Великого княжества Литовского.
Фамилия имеет балтийскую этимологию и восходит к отчеству Довна́рович (Довна́р(-ович) — сын Довна́ра). Имя Довнар происходит от древнего литовского двухосновного имени Daũ-nor-as (Daũg-nor-as), где Daũ(g) соотносится с литовским daug — много, а nor с литовским norėti, noras — хотеть, желать.
Фамилии Давнорович, Давнарович, Довнорович являются фонетическими вариантами фамилии Довнарович.

## Геральдика
Род Довнаровичей имел собственный герб Довнарович (пол. Downarowicz), являющийся разновидностью герба Пшыячель.
Описание герба:

В поле червлёном сердце — двумя мечами вниз остриями наискось накрест пробито. Над шлемом в короне три пера страусовых.
Оригинальный текст (пол.)W polu czerwonem serce — dwoma mieczami na dól ostrzami ukośne na krzyż przebite. Nad helmem w koronie trzy pióra strusie.
— Juliusz Ostrowski: Księga herbowa rodów polskich, T.2
Кроме того, различные ветви рода пользовались и другими гербами: Пшыячель, Аксак, Аксак II, Аксак III, Доренговский, Могила, Рудница.
- Герб Аксак
- Герб Аксак II
- Герб Аксак III
- Герб Доренговский
- Герб Могила
- Герб Рудница

Довнаровичи герба Пшыячель являлись самой многочисленной и знатной ветвью рода, занимали различные государственные должности в Великом княжестве Литовском и Речи Посполитой, как придворные, так и земские — в Киевском, Минском, Виленском, Трокском, Смоленском, Мазовецком, Инфлянтском воеводствах. Также были среди них военные и священнослужители.

## Упоминания рода в геральдических сборниках
- Juliusz Ostrowski. Księga herbowa rodów polskich. — Warszawa: Księgarnia Antykwarska B. Bolcewicza, 1897—1906. — Т. 2. — С. 65. — 380 с.
- Kasper Niesiecki. Herbarz polski powiększony dodatkami z poźniejszych autorów, rękopismów, dowodów urzędowych (пол.). — Lipsk: Wydanie Jana Nep. Bobrowicza, 1839. — Т. 3. — С. 394. — 476 с.
- Adam Boniecki. Herbarz polski (пол.). — Warszawa, 1902. — Т. 5. — С. 4—5. — 400 с.
- Seweryn Uruski. Rodzina — herbarz szlachty polskiej (пол.). — Warszawa: Główny skład Księgarnia Gebethnera i Wolffa, 1906. — Т. 3. — С. 240–241. — 396 с.

## Персоналии (XVI—XVIII вв.)
- Элиаш Довнарович (1624—1669) — иезуит, проповедник, автор философских трактатов[13].
- Тадеуш Довнарович — хорунжий, депутат повета речицкого Минского воеводства на Великий сейм в 1788 году[14].
- Анджей Довнарович — староста радзилувский, регент и казначей в 1771 году, мечник в 1773 году, чашник и войский в 1775—1794 годах, подстароста и судья гродский визненский в 1790—1794 годах, советник Тарговицкой конфедерации в 1792 году.
- Юзеф Довнарович — государственный деятель времён ВКЛ, чашник ошмянский, хорунжий пятигорский, секретарь малой печати Великого княжества Литовского[15].

## Персоналии (XIX—XX вв.)
- Антоний Довнарович (1778—1810) — полковник, легионер, участник Наполеоновских войн, сподвижник генерала Домбровского[16] .
- Казимир Довнарович — маршалок повета сокульского, масон, предводитель Белостокской масонской ложи «Золотое Кольцо» (пол. «Złoty Pierścień»), почётный член Гродненской масонской ложи «Друзья Человечества» (пол. «Przyjaciele Ludzkości») и Симбирской масонской ложи «Ключ к Добродетели» (пол. «Klucz k Dobrodietieli»[17].
- Медард Довнарович — выдающийся польский политический деятель, министр, депутат Сейма Польской Республики, вице-президент Варшавы, близкий соратник Юзефа Пилсудского, масон.
- Станислав Довнарович — польский политический деятель, министр, воевода Полесский, масон.
- Казимир Довнарович — польский политический деятель, инженер, дипломат.
- Антоний Зигмунд Довнарович — польский инженер, строитель, архитектор.
- Ежи Довнарович — польский спортсмен, журналист, праведник народов мира[18].
- Стефан Довнарович — польский архитектор, автор проектов послевоенной застройки Варшавы[19].

## Имения Довнаровичей
В XVI—XX вв. Довнаровичи владели значительным количеством больших и малых имений и земельных угодий на территории современных Литвы, Белоруссии, Польши, в том числе:
- Литва:
  - Дольная Кульва (пол. Dolna Kułwa, лит. Žemutinės Kulvos)[20];
  - Ясюлишки (пол. Jasiuliszki, лит. Jasiuliškis)[21];
  - Юргишки (пол. Jurgiszki, лит. Jurgiškės)[22];
  - Новосяды (пол. Nowosiady, лит. Naujasėdžiai)[23];
  - Погиры (пол. Pogiry, лит. Pagiriai)[24];
  - Поабель (пол. Poabel, лит. Paobelys)[25];
  - Ляукишки (пол. Laukiszki, лит. Liaukiškis)[26];
  - Василишки (пол. Wasiliszki, лит. Vosiliškis)[27].

- Белоруссия:
  - Мокрица (пол. Mokrzyca)[28];
  - Рудники (пол. Rudniki)[29];
  - Древеники (пол. Drewianiki, бел. Дравянікі)[30].

- Польша:
  - Глинки (пол. Glinki)[31];
  - Случ (пол. Słucz)[32];
  - Павловичи (пол. Pawłowicze)[33];
  - Лохув (пол. Łochów)[34].

- Имение в Павловичах[35]
- Имение в Лохуве[36]
- Усыпальница Довнаровичей в Кульве

## Упоминания рода в исторических источниках и сборниках
Первые документально сохранившиеся упоминания рода Довнаровичей датируются началом XVI века. Бояре Довнаровичи неоднократно упоминаются в записях Литовской метрики, в том числе в Переписях Войска Великого княжества Литовского за 1528, 1565, 1567 годы.
- Литовская Метрика. Отдел первый. Часть третья: Книги публичных дел. Переписи войска Литовского (Русская Историческая Библиотека, издаваемая Императорской Археографической Комиссией). — Петроград: Типография Главного Управления Уделов, 1915. — Т. 33. — С. 41,54,58,70,91,206,210,559,689. — 1378 с.

В Переписи 1528 г. упоминаются бояре Довнаровичи, в том числе:
```
  Довнаровичъ Янъ (Реестръ попису бояръ Рудоминскихъ);
  Довнаровичъ Миколай (То бояре Товянцы); 
  Довнаровичъ Войтко (Бояре Шейвянцы);
  Довнаровичъ Павелъ (Бояре Жижморскии);
  Довнаровичъ Бутрим (Реистръ бояръ Городеньскихъ);
  Довнаровичъ Юръи (Дворъ господаръский Велена);
  Довнаровичъ Миколай (Волость Росейни).      
```

- Акты, издаваемые Виленской археографической комиссией. — Вильна: Тип. А.Г. Сыркина, 1897. — Т. XXIV. Акты о боярах.. — С. 101—102,282. — 590 с. (пол.) (рус.):

```
  «№ 61. — 1545 г. Iюня 24. Грамота короля Сизигмунда Августа, подтверждающая право 
бояръ Довнаровичей
 на владение принадлежавшими имъ издавна землями». 
  «№ 173. — 1565 г. Января 3. Грамота короля Сизигмунда 
Станиславу Довнаровичу
, утверждающая его въ правахъ боярства».
```

- Сборник Императорского Русского Исторического Общества / Отв. за вып. К. А. Военский. — С.Петербургъ: Типография А. Ф. Штольценбурга, 1909. — Т. 128: Акты, документы и материалы для политической и бытовой истории 1812 года: Ч. 1: Литва и западные губернии. — С. 301—302. — 582 с.:

```
  «Празднованіе дня рожденія 
Наполеона
 24-го августа 1812 г. 
Соколка
, 24 августа 1812 г.
  ...По этому поводу въ Соколку собрались чиновники и жители всего уѣзда, съ 
Казимиромъ Довнаровичемъ
, штабъ-офицеромъ и уѣзднымъ Подпрефектомъ во главѣ. Этотъ гражданинъ извѣстенъ своими патріотическими чувствами и долгое время служилъ подъ знаменами нашего Избавителя въ польскихъ легіонахъ, покрывшихъ себя лаврами славы...
  ...Затѣмъ, у того же 
Довнаровича
, былъ данъ парадный обѣдъ, на которомъ многочисленные присутствующіе произносили тосты за здравіе Всемилостивѣйшаго Императора и Короля и за успѣхи его могучей армiи...»
```